# Нові Іракти
Нові Іракти́ (рос. Новые Иракты, башк. Яңы Ирәкте) — присілок у складі Татишлинського району Башкортостану, Росія. Входить до складу Кудашевської сільської ради.
Населення — 11 осіб (2010; 17 у 2002).
Національний склад:
- башкири — 100 %